# شش مقام
شش‌مقام ((بالطاجيكية: Шашмақом)‏, (بالأوزبكية: shashmaqom)‏‎, (بالفارسية: شش‌مقام)) هو نوع موسيقي وسط آسيوي (نموذجي في طاجيكستان وأوزبكستان) والذي قد تطور في مدينة بخارى. شش‌مقام يعني المقامات الستة مقامات في اللغة الفارسية، حيث تكون دستغاه هو اسم الأوضاع الفارسية، والمقامات هو اسم الأوضاع بشكل عام.
إنه نوع من الموسيقى الراقية، حيث تستمد كلماته من قصائد صوفية حول الحب الإلهي. تقدم آلات شش‌مقام مصاحبة بسيطة للأصوات. تتألف في معظم الحفلات من زوج من العود طويل العنق، والدايرة، أو طبل الإطار، الذي يشبه إلى حد كبير الدف مع أجراسه، والساتو، أو الطنبور المنحني، الذي يشبه إلى حد بعيد الكمان الوتري الباص.

## التاريخ

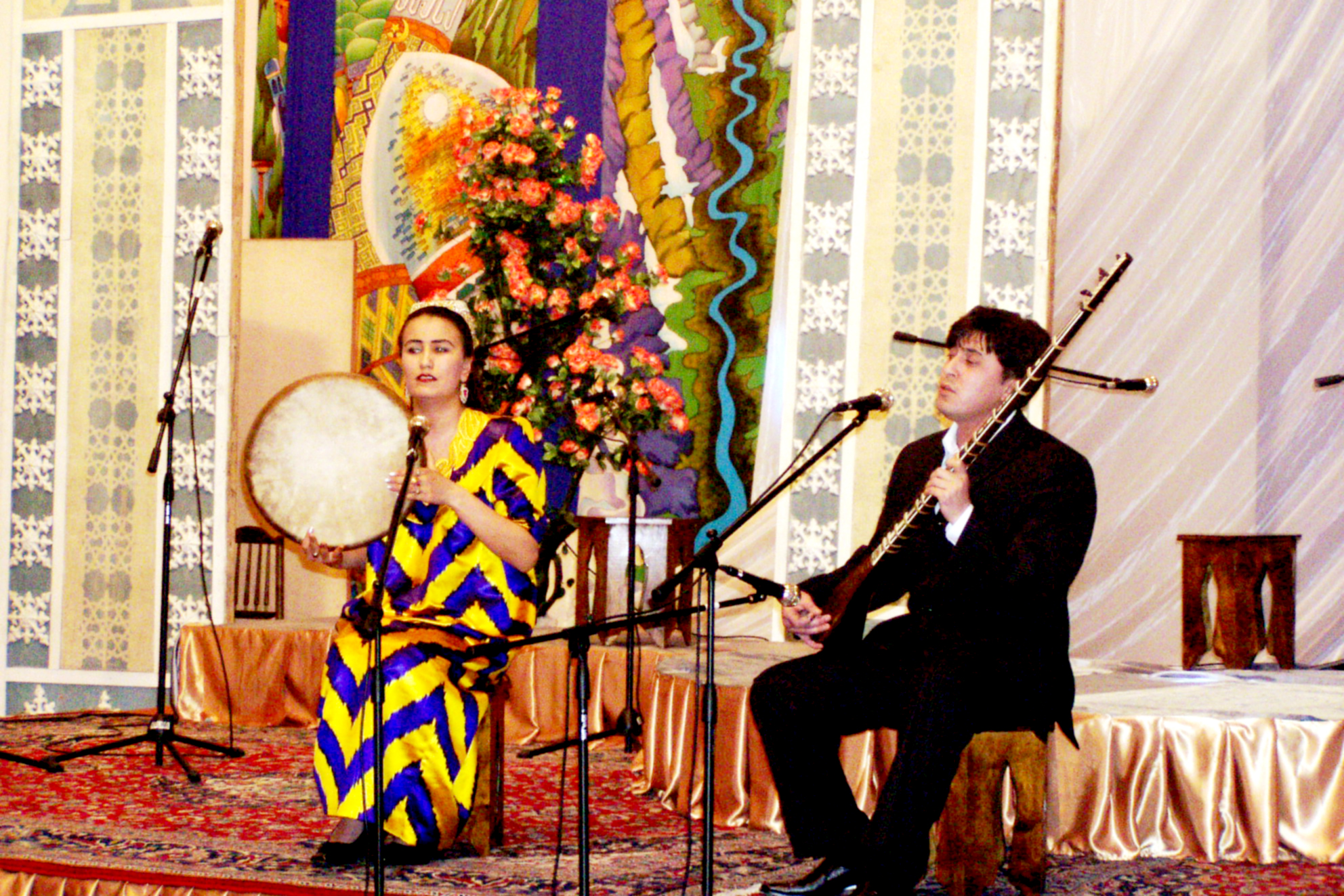
شش‌مقام في طاجيكستان

في النصف الأول من القرن العشرين في أوزبكستان، كان عبد الرؤوف فتراد، عضو الجديد، مهتمًا بشكل خاص بالششمقام، وهي الموسيقى التقليدية للبلاط. في عام 1927، كتب كتابًا بعنوان "أوزبيك كلاسيك موزيكاسي فا أونينغ تاريخي" (الموسيقى الكلاسيكية الأوزبكية وتاريخها)، حيث قدم الششمقام باعتباره تقليدًا موسيقيًا عظيمًا للشعب الأوزبكي. في ثلاثينيات القرن العشرين، أثناء حكم جوزيف ستالين السوفييتي، كان يُنظر إلى موسيقى الششمقام الأوزبكية على أنها صدى للطبقة الحاكمة الإقطاعية وكنوع من الموسيقى التي أعاقت التقدم الثقافي نحو تبني التناغم على النمط الأوروبي. أخيرًا، في عام 1951، أصدر رئيس اتحاد الملحنين الأوزبكيين مرسومًا، أكدته لجنة أوزبكستان، يقضي بقمع المقام وتطوير الممارسة الموسيقية.
في منتصف الخمسينيات، بدأ المقام عملية إعادة تأهيل أيديولوجية. وفي طاجيكستان، قررت القيادة المحلية أن الشمقام يجب أن يشكل جزءًا من التراث الوطني التقليدي. أدى التوتر بين طاجيكستان وأوزبكستان إلى التمييز بين الششمقام الطاجيكي كما تم تطويره في دوشانبي، والششمقام الأوزبكي كما تم تطويره في طشقند. الكتب الطاجيكية لم تذكر الششمقام الأوزبكي والعكس صحيح.
خلال الثمانينات، بدأ هذا التقسيم المصطنع يتغير. وبدأت أوزبكستان تتعلم عن الششمقام الطاجيكي، وتعلمت طاجيكستان عن الششمقام الأوزبكي. لقد ظل هذا موجودًا حتى الوقت الحاضر، لكن موجة القومية في أوزبكستان قد تغير ذلك: فالمغنون في الراديو في بخارى، وهي مدينة ثنائية اللغة تمامًا باللغتين الأوزبكية والطاجيكية، يستخدمون فقط النصوص الأوزبكية في بث موسيقى الششماقوم الخاصة بهم.
وقد جلب هذا النمط من الموسيقى إلى العالم الغربي، وخاصة إلى الولايات المتحدة، عن طريق اليهود البخاريين في آسيا الوسطى. وكان العديد منهم من فناني ششماقوم الناجحين وقدموه إلى الغرب.

## روابط خارجية
- شش‌مقام - أداء من قبل مطربين بخاريين

قالب:أنواع اللحن
قالب:قائمة اليونسكو للتراث الثقافي اللامادي للإنسانية
قالب:موسيقى يونسكو الشفوية واللامادية